# Zariá (Starominskaya, Krasnodar)
Zariá (del ruso: Заря) es un posiólok del raión de Staromínskaya del krai de Krasnodar, en Rusia. Está situado en las llanuras de Kubán-Priazov, 15 km al sur de Staromínskaya y 150 km al norte de Krasnodar, la capital del krai. Tenía 251 habitantes en 2010.
Pertenece al municipio Rasvétovskoye.

## Historia
Tiene su origen en la sección n.º 3 del sovjós Starominskoye. En 1958 fue designado Zariá.